# Irlando-Terreneuviens

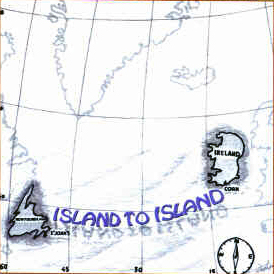
Terre-Neuve et Irlande

Les Irlando-Terreneuviens sont des Irlandais ou des personnes d'ascendance irlandaise vivant dans la province canadienne de Terre-Neuve-et-Labrador.

## Histoire
Contrairement aux Irlandais en Ontario, les catholiques irlandais terre-neuviens s'installèrent dans les villes (principalement Saint-Jean), tandis que les protestants britanniques s'installèrent dans de petites communautés de pêcheurs. Avec le temps, les catholiques irlandais devinrent plus riches que leurs voisins protestants, ce qui poussa les terre-neuviens protestants à se joindre à l'Ordre d'Orange. En 1903 sir William Coaker fonda le Fisherman's Protective Union (F.P.U.), un parti politique de gauche presque exclusivement protestant, dans le Orange Lodge de Herring Neck. De plus, durant le mandat du gouvernement de commission (1934 à 1949), le Orange Lodge était l'une des seules organisations « démocratiques » existantes dans le Dominion de Terre-Neuve. Après que le Dominion se fut effondré en 1934, le territoire redevint une colonie britannique. En 1948 un référendum fut tenu à Terre-Neuve pour déterminer la direction de la colonie. Les Irlandais, catholiques, appuyaient l'indépendance terre-neuvienne, tandis que les protestants prônaient plutôt que la colonie intègre la confédération canadienne. À la suite de ce référendum, Terre-Neuve devint une province canadienne par 52 % contre 48 %. Suivant la disparition de l'industrie de pêche à la morue de la côte est dans les années 1990, beaucoup de protestants s'installèrent à Saint-Jean, et les principaux problèmes marquèrent plus une opposition campagnes contre villes qu'une opposition religieuse.
Les noms de famille d'origine irlandaise sont courants à Terre-Neuve : Walsh, Power, Murphy, Ryan, Whelan, Phelan, O'Brien, Kelly, Hanton, Neville, Bambrick, Halley, Dillon, Byrne et Fitzgerald. Les noms de lieux irlandais sont moins répandus, la plupart des lieux de l'ile ayant déjà reçus des noms par les premiers explorateurs français et anglais. Néanmoins, des noms comme Ballyhack, Cappahayden, Kilbride, St. Bride's, Port Kirwan et Kibereen témoignent tous d'antécédents irlandais.
En plus de leurs noms traditionnels, les Irlandais importèrent aussi avec eux leur langue maternelle. Terre-Neuve est l'un des rares endroits hors de l'Irlande où la langue irlandaise fut parlée par une majorité de la population comme langue principale. Terre-Neuve est le seul endroit hors de l'Europe qui possède son propre nom distinct en irlandais, Talamh an Éisc.

## Personnalité irlando-terreneuvien
- Alan Doyle, chanteur leader du groupe de musique celtique Great Big Sea.